# Садовий Андрій Іванович
Андрі́й Іва́нович Садови́й (нар. 19 серпня 1968, Львів, Українська РСР) — український політик, громадський діяч та підприємець, голова Львівської міської громади (очолює місто з 2006 року). Засновник громадської організації «Самопоміч», член партії «Об'єднання „Самопоміч“», співзасновник ТРК «Люкс».

## Життєпис
1987 року закінчив Львівський технікум радіоелектроніки. У 1987–1989 проходив строкову військову службу в полку зв'язку військово-повітряних сил, який був відповідальний за зв'язок зі стратегічною авіацією та дислокувався на території Москви.

### Освіта
- Закінчив Львівську політехніку, здобувши 1995 року кваліфікацію інженера електронної техніки,
- 1997 — кваліфікацію економіста за спеціальністю «Фінанси і кредит»,
- 1999 — закінчив Академію державного управління при Президентові України, отримавши кваліфікацію магістра державного управління.

### Трудова діяльність
- Трудову діяльність почав 1989 року регулювальником радіоелектронної апаратури виробничого об'єднання «Львівприлад».
- 1992—1995 роки — заступник директора Львівського відділення Фонду соціальної адаптації молоді при Кабінеті Міністрів України.
- 1993 — Садовий з журналістами Олександром Кривенком та Ігорем Копистинським заснували у Львові радіостанцію «Люкс».
- 1995—1998 — член наглядової ради ЗАТ ІК «Галицькі інвестиції», разом з Олександром Ємцем.[2]
- 1997—2005 роки — голова ради, голова правління ВАТ «Південьзахіделектромережбуд».
- З 2005 року — лідер громадського об'єднання «Самопоміч».
- 2002—2003 роки — директор ГО «Інститут розвитку міста».
- 2002—2006 роки — голова ради ЗАТ "Телерадіокомпанія «Люкс».
- У січні 2006-го запустив новий телепроєкт — канал новин «24».
- Перед початком виборчої кампанії 2006 р. переписав всю свою медіавласність на дружину.[3]

### ТРК «Люкс»
1993 року Садовий з журналістами Олександром Кривенком та Ігорем Копистинським заснували у Львові радіостанцію «Люкс». Згодом на її основі було створено медіахолдинг ТРК «Люкс». У 2002—2006 Садовий був головою її ради.
2006 року, перед місцевими виборами, Садовий передав права на власність на холдинг своїй дружині, Катерині Кіт-Садовій. Холдинг включає радіостанції «Максимум», «Ностальгія» і «Люкс FM», телеканал і сайт 24tv.ua, сайти «Zaxid.net» і «Футбол 24».

### Громадська діяльність

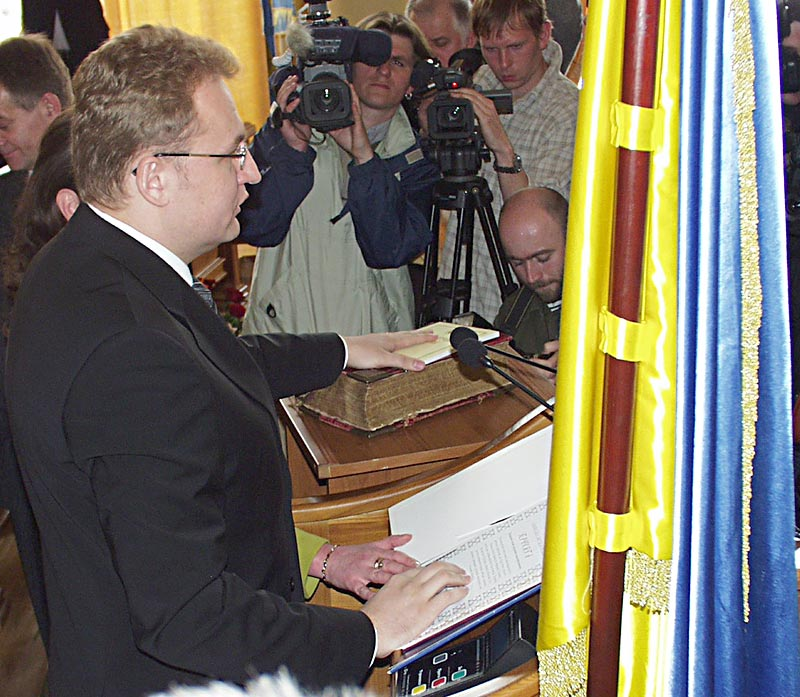
Садовий складає присягу як міський голова Львова, 25 квітня 2006

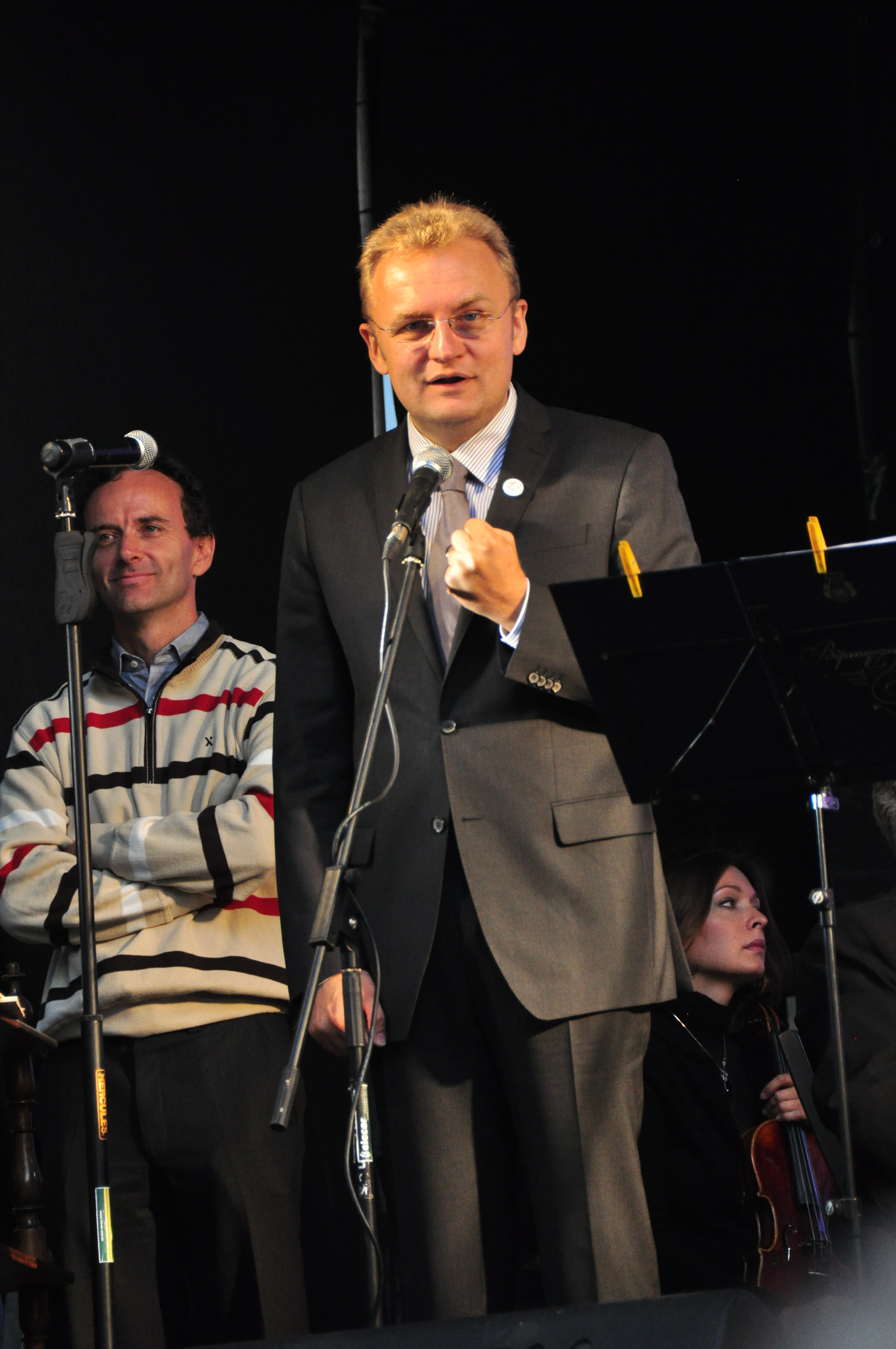
Мер Садовий відкриває концерт на святі вулиці Академіка Богомольця у Львові, 29 серпня 2010

- Громадською діяльністю Андрій Садовий займається з 1997 року. Є засновником і головою правління громадської організації «Інститут розвитку міста», що була видавцем всеукраїнського журналу «Місто»; засновником комунальної установи «Інститут міста», що займається стратегією розвитку Львова, головою наглядової ради культурно-мистецького Фонду ім. Митрополита Андрея Шептицького УГКЦ (2000—2002 роки), членом українсько-польської Капітули поєднання.
- Протягом 1998—2002 років був депутатом та головою комісії економічної політики Львівської міської ради.
- У 2004 році ініціював створення громадського об'єднання «Самопоміч».
- 26 березня 2006 року обраний на посаду міського голови Львова.
- У квітні 2008 р. виступив з пропозицією відновити в Україні магдебурзьке право.
- 27 червня 2009 року з'їзд політичної партії «Наша Україна» ухвалив рішення про виключення міського голови Львова Андрія Садового з політради партії на його прохання.[5]
- У 2010 р. Андрій Садовий вдруге обраний міським головою Львова (висувався від Республіканської християнської партії).[6]
- У грудні 2012 створив партію «Самопоміч», ставши її головою.[7]

27 лютого 2014 повідомлялося що Андрій Садовий відмовився від пропонованої йому посади віцепрем'єр-міністра в уряді Арсенія Яценюка. Він пояснив це тим що хоче залишатися міським головою Львова. Наступного дня Андрій Садовий заявив що партія «Самопоміч» братиме участь у дочасних парламентських виборах.
25 березня 2014 року Андрій Садовий заявив, що не збирається балотуватися у президенти: «Сьогодні надзвичайно важливо, щоби в країні кожен добре робив свою роботу. Якщо зараз всі будуть змагатися за посаду президента, це буде велика біда для держави», — наголосив політик. Позицію з цього питання Садовий висловив у своєму блозі на Українській правді.
На позачергових парламентських виборах 26 жовтня 2014 року партія «Самопоміч» вперше пройшла до Верховної Ради.
24 листопада 2015 року Андрій Садовий втретє склав присягу міського голови Львова.
Виступає на підтримку українських політв'язнів у Росії, зокрема режисера Олега Сенцова

### Оцінка діяльності на посаді мера
За даними соціологічного дослідження центру «Соціоінформ» 20 листопада-12 грудня 2009 року, більшість львів'ян позитивно оцінювала діяльність Садового на посаді мера Львова.
З 2010 році було розпочато сортування сміття та облаштовано 715 накритих та огороджених контейнерних майданчиків, відремонтовано понад 47 тис. кілометрів квадратних доріжок та 300 тис. кв. м. тротуарів, проведено реконструкцію та освітлення у Стрийському та Левандівському парках, парках імені І. Франка, «Високий Замок», «Горіховий Гай» та «Бондарівка».
Станом на кінець 2011 року діяльність Андрія Садового позитивно оцінювали 57 % львів'ян, другим був депутат від «Свободи» львівської міськради Юрій Михальчишин. Станом на кінець 2012 року кількість задоволених діяльністю А. Садового зросла до 60 %. Дві треті опитаних відповіли, що їм подобається, як мер Львова розв'язує господарські проблеми, 12 % відповіли, що цілком задоволені його роботою, 48 % — що швидше задоволені, ніж ні.
25 жовтня 2015 року Андрія Садового черговий раз було переобрано на посаду мера Львова. Тоді під час передвиборчої компанії він дав загалом 67 обіцянок, основними серед яких було відкрити амбулаторій сімейної медицини в кожному мікрорайоні, запровадити муніципальне медичного страхування, заснувати сміттєсортувальний комплекс з полігоном твердих відходів, станції зброджування осаду та території очисних споруд, 30 тисяч робочих міць та запровадження картки львів'янина. Станом на 25 жовтня 2016 року Садовий зміг виконати такі обіцянки як реєстрування підприємства за 15 хвилин та отримання доступу до низки муніципальних даних за допомогою спеціального порталу, а також введення картки львів'янина. Перші 10 карток одержали учасники АТО, Львів реалізовував проєкт разом із «Ощадбанком».
У 2015 році рівень публічності мера Садового становив 48 %, в той час, як виконавчих органів міської ради — 66 %, депутатів міської ради — 45 %.
У березні 2016 року за даними сайту «Слова та діло», під час своєї роботи на посаді мера, Садовий дав 305 обіцянок і мав рівень відповідальності 35 %, 83 обіцянки Садовий провалив, ще 102 перебували в процесі виконання. Зокрема, в період на 2014—2015 роки Садовий обіцяв ремонт 11 львівських вулиць, чого не було виконано, а також не виконав обіцянку відремонтувати до кінця 2015 року дах музею Пінзеля водночас Садовому вдалося виконати обіцянку й відремонтувати 5 вулиць за період з 2014 року, ремонтування 5 вулиць та 6 об'єктів міської архітектури ще тривало.
Станом на березень 2016 року тим, що Львовом керує Андрій Садовий були задоволені 63 % львів'ян, він був на другому місті серед мерів України, яким задоволене населення міста, після мера Тернополя С. Надала, в якого було 65 %, водночас станом доріг у Львові були задоволені лише 28 %, тротуарів — 34 %, паркуванням — 16 %, громадським транспортом — 26 %, медициною — 15 %, школами — 43 %, дитячими садками — 27 %, закладами культури — 39 %, каналізацією — 32 %, 64 % львів'ян скаржились на корупцію і 44 % були переконані, що Садовий не докладає достатньо зусиль для того, щоб подолати проблему, 55 % городян вважали, що місцева влада сприяє залученню інвестицій у місцеву економіку, 79 % цінувала зусилля мера щодо поліпшення іміджу міста, 66 % добре реагували на дії, спрямовані на поліпшення громадської безпеки, 49 % були задоволені станом парків та скверів та 56 % позитивно оцінювали вивіз сміття та 52 % — освітленням вулиць міста, ще 71 % львів'ян були задоволені водопостачанням.
У листопаді Садовому вдалося виконати обіцянку, яку він давав ще у 2015 році й запустити новий трамвайний маршрут, який сполучив центральну частину з мікрорайоном Сихів. Також 17 жовтня 2016 року у Львові було відкрито Центр надання послуг учасникам бойових дій. Під час церемонії відкриття, мер Садовий заявив, що Львів став першим містом в Україні, яке прийняло програму допомоги бійцям АТО, що повернулися з війни, яка передбачає будівництво житла для сімей, які втратили годувальників, де є діти-сироти, надання земельних ділянок в межах області, або компенсація у 100 тис. грн. Крім того, львівська міська рада за ініціативи Садового ухвалила рішення протягом 2017—2020 років виділяти 400 млн грн на матеріальну допомогу учасникам АТО, серед яких 100 тис. кожному бійцю; місто зобов'язалося сприяти виділенню земельної ділянки учасникам АТО поза містом, або надати грошову компенсацію, а також гарантувати надання житла сім'ям загиблих на війні, важкопораненим та бійцям-сиротам. Рішення було ухвалено 53-ма голосами «за», «проти» 0.
Наприкінці 2016 року А. Садовий мав рекордно низьку оцінку — 2,78 бала, тоді як у травні того ж року середня оцінка діяльності Садового становила максимальні 3,47 бала, в липні опустилась до 2,99 бала, у вересні відновив зріст — 3,2 бала, але потім знову впала. 9,1 % львів'ян поставили Садовому оцінку відмінно, 17,2 % оцінили діяльність мера на четвірку, 32, 9 % жителів Львова оцінили роботу мера на трійку, 19,8 % респондентів оцінили його діяльність на 2 і 18,7 % на один бал.
Станом на початку 2016 року А. Садовий у випадку дострокових президентських виборів мав би третє місце з рейтингом 12,4 %, також він мав найвищий рейтинг довіри серед українських політиків — 41 %, тоді як 40 % ставились до нього негативно. Але на фоні сміттєвого скандалу серед львів'ян його рейтинг довіри впав з 70 до 39 %. Наприкінці 2016 року президентський рейтинг Садового впав до рівня 4 %.
У березні 2019 року було відкрито гуртожиток для дітей сиріт. Крім проживання, там можна отримати фахову юридичну та психологічну допомогу.
16 квітня 2021 року у Львові Садовий відкрив корпус реабіліації Національного центру «Незламні». Він розміщується на базі лікарні Святого Пантелеймона та оснащений сучасним обладнанням для допомоги постраждалим у війні.
В 2023 році став одним з 15 лідерів у категорії «Державне управління» рейтингу «Список лідерів України УП-100» видання Українська правда.

### Президентська кампанія 2019
3 жовтня 2018 року на зустрічі з організаторами молодіжного заходу «Молодвіж» Садовий оголосив, що не висуватиметься на новий термін як мер, натомість братиме участь у виборах Президента України 2019 року. 3 січня 2019 року офіційно висунув кандидатуру на посаду Президента.
Згодом Садовий оприлюднив передвиборчу програму. Головні пункти передвиборчої кампанії: мобілізація молоді, розрив корупційної кругової поруки в політиці, технологічна модернізація країни..
Про підтримку Садового заявили мер Глухова Мішель Терещенко та керівник партії «ДемАльянс» Василь Гацько, які увійшли до команди Садового.
Під час агітаційної кампанії Виборів Президента України 2019 року фіксувались факти поширення агітаційної продукції від імені Андрія Садового без вихідних даних, що є порушенням законодавства.
1 березня 2019 року зняв свою кандидатуру на користь Анатолія Гриценка.

### Парламентська кампанія 2019
Очолив виборчий список «Самопомочі» на парламентських виборах 2019 року.

### Вибори мера Львова 2020
22 листопада на виборах мера Львова переміг чинний мер Садовий, який набрав майже 63 % голосів, тоді як його опонент Олег Синютка з «ЄС» — 37,2 %. У першому турі виборів мера Львова, що пройшов 25 жовтня, Садовий набрав 40 %, тоді як Синютка 31 %. «Європейській солідарності» Петра Порошенка, яка отримала найбільшу фракцію у Львівській міськраді запропонував обрати власну кандидатуру на посаду секретаря міської ради.

## Родина
Мати Садового була вчителькою, батько — інженером-постачальником на Львівському автобусному заводі.
Садовий одружився у 2001 році з мистецтвознавицею Катериною Кіт-Садовою (уродженою Кіт). Подружжя виховує п'ятьох синів — Івана-Павла, Тадея-Луку, Михайла, Йосипа і Антонія. Сім'я мешкала в престижному районі Новий Світ в двоярусній трикімнатній квартирі в новобудові на вулиці Рудницького. В липні 2013 родина Садового придбала новий будинок на вулиці Стрілецькій у Львові площею в 660 м2, про що повідомив сам Садовий.

## Розслідування
2023 року ДБР почало розслідування за фактами можливого зловживання Садовим службовим становищем у справі про незаконний продаж земельної ділянки в промзоні «Рясне-2» площею 23,5 га 2015 року.

## Інциденти
25 липня 2014 року близько 23:30 невідомі зловмисники обстріляли з протитанкового гранатомета РПГ-18 будинок мера Львова Андрія Садового на вулиці Стрілецькій. Після липневого обстрілу за рішенням суду біля будинку сім'ї Садових встановлено цілодобовий пункт Державної служби охорони.
26 грудня 2014 року близько 21:00 невідомі знову обстріляли з РПГ-18 будинок мера Львова Андрія Садового на вулиці Стрілецькій. У результаті обстрілу потерпілих немає. У момент обстрілу Андрій Садовий з сім'єю перебували на лижному курорті «Буковель» у Карпатах. Будинок сильно постраждав — вибиті вікна та двері, частково пошкоджена одна стіна. Садовий заявив, що не отримував погроз від зловмисників ні під час першого обстрілу його будинку, ні зараз. Після попереднього обстрілу мер витратив на ремонт будинку 80 тис. гривень. При цьому мер Львова заявив, що не має наміру залишати цей будинок, тому що йому ніде жити. 14 січня 2015 року правоохоронні органи створили міжвідомчу групу для розслідування факту обстрілу з гранатомета будинку мера Львова Андрія Садового. Досудове розслідування проводить Управління Служби безпеки України у Львівській області. Розслідування ведеться за ч. 2 ст. 258 (терористичний акт).
29 жовтня 2015 року близько 22:50 у двір будинку, у якому проживає мер Львова Андрій Садовий із сім'єю, кинули гранату. Співробітниками міліції, що охороняють будинок мера, затриманий зловмисник. На момент вибуху Садовий та члени його сім'ї перебували в будинку. У результаті вибуху ніхто не постраждав, руйнувань будинок не зазнав. Вибухом гранати був пошкоджений електричний кабель. Затриманий назвався бійцем 24-го окремого штурмового батальйону «Айдар» Сухопутних військ Збройних Сил України Олександром Гжівінскім. Правоохоронці вилучили у затриманого тротил і 3 ручних гранати РГД. Сам Андрій Садовий припускає, що у зловмисника психологічний зрив. Також Садовий повідомив, що йому надходили погрози, однак про особу, що погрожувала повідомити відмовився, пославшись на таємницю слідства.

## Скандали та критика
З літа 2016 року нездатність очолюваної Садовим адміністрації вирішити проблеми зі збереженням та вивезенням сміття з міста Львова призвела до серії гучних інцидентів через несанкціоноване звалення сміття в декількох областях України. Зі свого боку, Садовий скаржився, що вивіз сміття в інші міста блокують, створюючи різні протести. У вересні він заявив, що Львів 100 днів перебуває у «сміттєвій блокаді». У березні 2017 р. прем'єр-міністр Гройсман заявив, що в Садового є усі необхідні умови для створення полігону для сміття і дорікнув, що за 11 років роботи на посаді мера Садовий не зміг вирішити цю проблему, а також порадив меру Львова налагоджувати зв'язки з сільськими громадами щодо розміщення полігону та сміттєпереробного комплексу і додав, що бюджету розвитку Львова у 1,8 млрд грн. для цих проблем достатньо. 21 квітня 2017 р. Садовий повідомив про підписання меморандуму про припинення сміттєвої блокади Львова під гарантії уряду та голови ОДА і додав, що 80 % міста в чистоті, а 20 % майданчиків перевантажені.
Наприкінці 2017 року колишній депутат Львівської міської ради Богдан Панкевич звинуватив Садового у тому, що він не підтримав прийняття ухвали «Про регулювання мови обслуговування громадян у сфері надання послуг, торгівлі та здійснення інформування про товари та послуги, розміщення рекламної інформації». Панкевич повідомив, що ухвалу просто не включили у порядок денний сесії, «що і сталося на Колегії Львівської міської ради з подачі пана мера Садового. Десяток „шкурних“ питань включили в порядок денний „з голосу“, а ухвалу про українську мову — ні. Бо пан Садовий заперечив. Цю ухвалу ганяють по комісіях і відкладають ще з липня місяця. Ніхто нехоче казати, що він проти української мови — тому знаходять бюрократичні перепони». Медіахолдинг «Люкс», який належить дружині Садового, деякі активісти звинувачують у підтримці русифікації.
Блогер і представник міжнародної ГО «Українська Громада» у Львові Юрій Ситник, а також частина громади Львова пов'язують чудову бізнесову медіакар'єру Андрія Садового з ошуковуванням вкладників ЗАТ «Галицькі інвестиції», до якого пан Андрій мав стосунок, та отриманням завдяки цьому контролю над значною кількістю підприємств Львівщини. Зокрема Ю. Ситник звернувся з «відкритим листом» до відомого люстратора, депутата ВРУ Єгора Соболєва з пропозицією провести насамперед народну люстрацію своєму керманичу Андрію Садовому, вказуючи певні напрямки необхідної перевірки.
Ігор Чуркін, власник Львівського автобусного заводу, зазначає, що мер Львова заборгував підприємству 70 млн гривень за 40 тролейбусів і автобусів та не проплатив жодної копійки, що призвело до фактичної зупинки виробництва заводу. Чуркін зазначає, що Андрій Садовий поганий господарник, але добрий піарник.
Львівський політолог Андрій Міщенко звинувачує Садового у тому, що він не приділяє достатньої уваги збереженню історичної забудови Львова та дорікає у небажанні закрити російськомовні школи міста. Ексдепутат львівської міської ради та член постійної комісії міськради з фінансів та планування бюджету Яромир Смагальський стверджує, що Садовий, приділяючи багато уваги проведенню культурно-масових заходів, нехтує розвитком інфраструктури міста. Також критики звинувачують Садового у популізмі, непотизмі та клептократії.
За інформацією галицького політолога Юрія Ситника, львівський градоначальник пов'язаний з російським олігархом Михайлом Фрідманом, через якого він має вихід на російський істеблішмент.

## Власність
У майновій декларації кандидата в Народні депутати України Садового Андрія Івановича за 2013 р. зазначено, що він особисто отримав 78 723,89 гривні доходу; разом з тим члени сім'ї отримали 1 млн 915 тисяч 536,26 гривні доходу. З транспортних засобів у володінні — Mercedes-Benz Viano (2012).
Андрію Садовому фактично належить, але формально записаний на його дружину, ТРК «Люкс», до складу якого входять радіо Lux FM (власне окреме мовлення також має радіо Lux FM Львів), інтернет-газета Zaxid.net, телеканал 24, Радіо Максимум, Football 24 та Рекламне агентство «Люкс».

## Фільми
- «В гостях у Садових» (2010)
- «Геній Міста»[65][66] — фільм став призером Третього Національного конкурсу на найкращі журналістські розслідування з проблем корупції в Україні. У стрічці йдеться про діяльність львівського мера Андрія Садового та його оточення, яку більшість героїв фільму відверто називають корупційною.
- «Портрет: Андрій Садовий» — Документальний фільм про мера Львова Андрія Садового. Виготовлений телекомпанією «НТА» у 2006 році. Автор — Степан Грицюк, оператор — Олег Возний.
- Випуск телепрограми «Світське життя» вдома у Садових (2014).

## Цікаві факти
- На початку січня 2014 російська газета «Московские ведомости» використала у своїй статті «Американцы больше не получат российских детей» фото Садового з родиною, щоб показати «російську сім'ю».[67][68] Садовий відреагував з гумором, зазначивши, що його сім'я — громадяни України[69]. Пізніше видання визнало свою помилку й вибачилося перед Садовим за «неетичне використання фотографії».[70]